# Нахунаво
Нахунаво (груз. ნახუნავო) — село в Грузії.
За даними перепису населення 2014 року в селі проживає 333 особи.